# 虾峙岛

## 位置
虾峙岛为浙江省舟山群岛东南部的一个岛屿，北隔虾峙门与桃花岛相望。介於桃花島與六橫之間，東北距桃花島2.2公里，西南距六橫5.7公里。

## 歷史
因形似虾而名。蝦峙島開發始期已無據可查。元大德《昌國州圖誌》載有嶴名“蝦峙”。清《定海縣志》、《定海廳志》載有山名、嶴名“蝦岐”。

## 地理
陆地面积17.01平方公里，最高点礁嶴山海拔207公尺，海岸线长57.02公里。島呈北西--南東走向，島形狹長似蝦體。海岸線曲折，灣岬相間，海灣口門窄，縱深大，呈楔狀，是良好的港口錨地。

## 人口
2000年普查有居民6,083戶，22,035人，是浙江省人口第10大岛屿。

## 行政
清光緒26年在島上設置蝦峙區，宣統年間改稱靈和鄉，至抗戰勝利後復稱蝦峙鄉。1953年普陀建縣（1987年設區）後劃歸普陀縣管轄。属于舟山市普陀区管辖，1989年建鎮虾峙镇，有行政村16個。

## 旅遊
奇峰、異石、漁港、碧海等自然景觀外，還有近200年歷史的清涼庵和120多年前為紀念抗擊海盜犧牲的8位漁民的“義勇捍匪”紀念匾等歷史文物、遺跡。